# Fernando Estévez

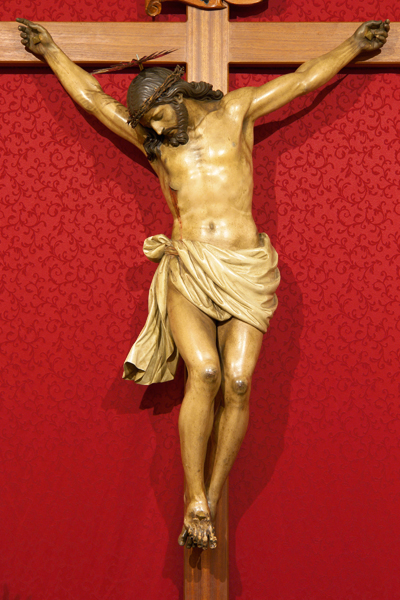
Cristo crucificado da Casa do Capítulo da Catedral de La Laguna.

Fernando Estévez de Salas (La Orotava, 03 de março de 1788 - San Cristóbal de La Laguna, 14 de agosto de 1854) foi um escultor, pintor, urbanista e professor de design espanhol, o maior expoente da arte neoclássico nas Ilhas Canárias. Ele é considerado o mais importante escultor na história do Ilhas Canárias.

## Biografia
Fernando Estévez nasceu em 1788 em La Orotava, no norte da ilha de Tenerife, onde seu pai tinha a sua oficina de prata. Desde os seus primeiros anos, Fernando demonstrou um talento para a arte.[carece de fontes?]
Sua primeira formação artística foi no mosteiro franciscano de San Lorenzo em La Orotava. Lá ele conheceu o pintor, escultor e arquiteto José Luján Pérez, então ele trabalhou em seu estúdio em Las Palmas de Gran Canaria até 1808, quando Fernando Estévez abriu sua própria oficina de arte em La Orotava. Em 1846 ele abriu uma oficina em Santa Cruz de Tenerife. Mais tarde, ele também lecionou na Academia Provincial de Belas Artes.

## Obras de arte
Suas esculturas são exclusivamente temas religiosos. Entre suas obras mais importantes estão incluídas na Tenerife; escultura do Cristo crucificado encontrado em Casa do Capítulo da Catedral de La Laguna. Além disso, a imagem que descreve a prisão de Jesus no Jardim das Oliveiras, na Igreja de Nossa Senhora da Conceição (San Cristóbal de La Laguna) e da Imaculada Conceição, que está na mesma igreja. Sua obra mais famosa é, sem dúvida, a Virgem da Candelária (padroeira das Ilhas Canárias), criada em 1827 para substituir a imagem original que desapareceu em 1826 depois de uma tempestade.
Em outras ilhas: Em Santa Cruz de La Palma a dil Cristo de Perdão e Nossa Senhora do Carmo, que estão na Igreja de El Salvador. Em Lanzarote, ele destaca a imagem da Virgem da Candelária, na Igreja de São Roque, a Tinajo. Em Gran Canaria a imagem Nossa Senhora do Rosário (igreja de Santo Domingo, Las Palmas) e São João Batista, na Basílica de San Juan Bautista de Telde.

## Honras
- Fernando Estévez é considerado Hijo Predilecto da La Orotava.
- Em Santa Cruz de Tenerife é a Escuela de Arte y Superior de Diseño Fernando Estévez que se dedica a seu nome.